# Индия (порнографска актриса)
Вижте пояснителната страница за други личности с името Индия.
Индия (на английски: India) е артистичен псевдоним на Шамика Браун (Shamika Brown) – американска порнографска актриса, певица и рап изпълнителка.
Родена е на 17 май 1977 г. в САЩ.

## Награди и номинации
- 2000: Номинация за AVN награда за най-добра нова звезда.[2]
- 2004: Номинация за AVN награда за най-жестока секс сцена – Hustlaz: Diary of a Pimp
- 2004: Номинация за AVN награда за най-закачливо изпълнение – Hustlaz: Diary of a Pimp[3]
- 2008: Номинация за AVN награда за най-добра поддържаща актриса (видео) – Afrodite Superstar[4]
- 2011: Зала на славата на Urban X.[5]